# Brian Geraghty
Brian Timothy Geraghty (Toms River, 13 maggio 1975) è un attore statunitense.

## Biografia
Nato in New Jersey, Geraghty è di origini irlandesi. Si diploma nel 1993 e in seguito studia recitazione presso la The Neighborhood Playhouse School of Theatre. Inizia la sua carriera professionale a New York, prima di trasferirsi a Los Angeles. Ha lavorato come istruttore di surf, sport che pratica tuttora nel suo tempo libero.
Debutta in televisione, partecipando a un episodio di Law & Order - I due volti della giustizia e a uno de I Soprano. Nel 2005 si fa notare in Jarhead di Sam Mendes, successivamente prende parte ai film Chiamata da uno sconosciuto, Bobby, The Guardian - Salvataggio in mare.
Nel 2007 recita al fianco di Lindsay Lohan nel film Il nome del mio assassino, mentre nel 2008 è nel cast del film di Kathryn Bigelow The Hurt Locker. Nel 2013 interpreta l'agente Knox nell'acclamata serie TV Boardwalk Empire - L'impero del crimine. Dal 2014 al 2016 fa parte del cast della serie televisiva Chicago P.D., nel ruolo dell'agente di polizia Sean Roman, per poi ritornare come guest-star nel 2020, in occasione dell'episodio crossover con Chicago Fire sempre nello stesso ruolo.

## Filmografia

### Attore

#### Cinema
- Town Diary, regia di Jack Kenny (2002)
- Aller simple pour Manhattan, regia di Michel Ferry (2002)
- Earl & Puppy, regia di Jeffrey B. Seymann – cortometraggio (2003)
- Stateside - Anime ribelli (Stateside), regia di Reverge Anselmo (2004)
- Cruel World, regia di Kelsey T. Howard (2005)
- Conversations with Other Women, regia di Hans Canosa (2005)
- Jarhead, regia di Sam Mendes (2005)
- Art School Confidential - I segreti della scuola d'arte (Art School Confidential), regia di Terry Zwigoff (2006)
- Bobby, regia di Emilio Estevez (2006)
- Chiamata da uno sconosciuto (When a Stranger Calls), regia di Simon West (2006)
- The Guardian - Salvataggio in mare (The Guardian), regia di Andrew Davis (2006)
- The Elder Son, regia di Marius Balchunas (2006)
- We Are Marshall, regia di McG (2006)
- An American Crime, regia di Tommy O'Haver (2007)
- Il nome del mio assassino (I Know Who Killed Me), regia di Chris Sivertson (2007)
- Love Lies Bleeding - Soldi sporchi (Love Lies Bleeding), regia di Keith Samples (2008)
- The Hurt Locker, regia di Kathryn Bigelow (2008)
- Easier with Practice, regia di Kyle Patrick Alvarez (2009)
- Krews, regia di Hilbert Hakim (2010)
- The Chameleon, regia di Jean-Paul Salomé (2010)
- Bastard, regia di Kirsten Dunst – cortometraggio (2010)
- The Second Bakery Attack, regia di Carlos Cuarón – cortometraggio (2010)
- Open House, regia di Andrew Paquin (2010)
- Seven Days in Utopia, regia di Matt Russell (2011)
- 10 Years, regia di Jamie Linden (2011)
- ATM - Trappola mortale (ATM), regia di David Brooks (2012)
- Flight, regia di Robert Zemeckis (2012)
- Refuge, regia di Jessica Goldberg (2012)
- Ass Backwards, regia di Chris Nelson (2013)
- Kilimanjaro, regia di Walter Strafford (2013)
- Date and Switch, regia di Chris Nelson (2014)
- The Identical, regia di Dustin Marcellino (2014)
- Loitering with Intent, regia di Adam Rapp (2014)
- Wildlike, regia di Frank Hall Green (2014)
- Aveneus, regia di Michael Angarano (2017)
- My Days of Mercy, regia di Tali Shalom Ezer (2017)
- Mercy, regia di Tali Shalom-Ezer (2017)
- Ted Bundy - Fascino criminale (Extremely Wicked, Shockingly Evil and Vile), regia di Joe Berlinger (2019)
- Red Right Hand, regia di Ian Nelms ed Eshom Nelms (2024)

#### Televisione
- Law & Order - I due volti della giustizia (Law & Order) – serie TV, episodio 9x10 (1999)
- I Soprano (The Sopranos) – serie TV, episodio 1x08 (1999)
- Ed – serie TV, episodio 1x19 (2001)
- Law & Order - Unità vittime speciali (Law & Order: Special Victims Unit) – serie TV, episodi 11x11-16x20 (2010; 2015)
- True Blood – serie TV, episodi 5x02-5x04-5x05 (2012)
- Boardwalk Empire - L'impero del crimine (Boardwalk Empire) – serie TV, 10 episodi (2013)
- Ray Donovan – serie TV, 9 episodi (2014)
- Chicago P.D. – serie TV, 46 episodi (2014-2016, 2020)
- Chicago Fire – serie TV, 9 episodi (2014-2016, 2020)
- Chicago Med – serie TV, episodi 1x02-1x07-1x16 (2015-2016)
- L'alienista (The Alienist) – serie TV, 10 episodi (2018)
- Briarpatch – serie TV, 9 episodi (2019-2020)
- The Fugitive – serie TV, 11 episodi (2020)
- Big Sky – serie TV, 16 episodi (2020-2022)
- 1923 – serie TV, 15 episodi (2022-2025)

### Produttore
- Loitering with Intent, regia di Adam Rapp (2014)
- Effetto Lucifero (The Stanford Prison Experiment), regia di Kyle Patrick Alvarez (2015)

## Doppiatori italiani
Nelle versioni in italiano delle opere in cui ha recitato, Brian Geraghty è stato doppiato da:
- Alessandro Quarta in Law & Order - Unità vittime speciali (ep. 16x20), 10 Years, Chicago PD, Chicago Fire, 1923
- Stefano Crescentini in Bobby, Law & Order - Unità vittime speciali (ep. 11x11), ATM - Trappola mortale
- Emiliano Coltorti in Chiamata da uno sconosciuto, Big Sky
- Marco Vivio in Jarhead, L'alienista
- Massimiliano Alto in Law & Order: I due volti della giustizia, I Soprano
- Simone Crisari in Art School Confidential - I segreti della scuola d'arte
- Alessandro Rigotti ne Il nome del mio assassino
- Luigi Ferraro in The Hurt Locker
- Daniele Giuliani in Ray Donovan
- Francesco Bulckaen in Boardwalk Empire - L'impero del crimine
- Gabriele Lopez in The Guardian - Salvataggio in mare
- Gianfranco Miranda in Flight
- David Chevalier in Gaslit
- Riccardo Petrozzi in Ted Bundy - Fascino criminale